# Tupolew Tu-144
Die Tupolew Tu-144 (russisch Туполев Ту-144, NATO-Codename: Charger) war das erste Überschallverkehrsflugzeug der Welt. Entwickelt wurde sie vom Konstruktionsbüro Tupolew des sowjetischen Flugzeugkonstrukteurs Alexei Andrejewitsch Tupolew.

## Frühere Projekte
Der erste sowjetische Flugzeugkonstrukteur, der mit der Entwicklung von sowjetischen Überschall-Passagierflugzeugen begann, war W. M. Mjassischtschew. Im OKB-23 wurden die ersten wissenschaftlich fundierten Anforderungen an Geräte dieser Klasse und deren Motoren formuliert. 1960, kurz nach der Entscheidung, OKB-23 zu schließen, wurde versucht, die Entwicklung solcher Maschinen im Iljuschin-Konstruktionsbüro einzusetzen, die später die Bezeichnung Il-66 und IL-72 erhielten. Auch Suchoi, mit der Suchoi T-4P und Mikojan-Gurewitsch mit der MiG-25 VIP SST starteten solche Überlegungen. Diese Projekte kamen aber alle nicht über das Reißbrett hinaus.

## Projektverlauf (1962–1984)

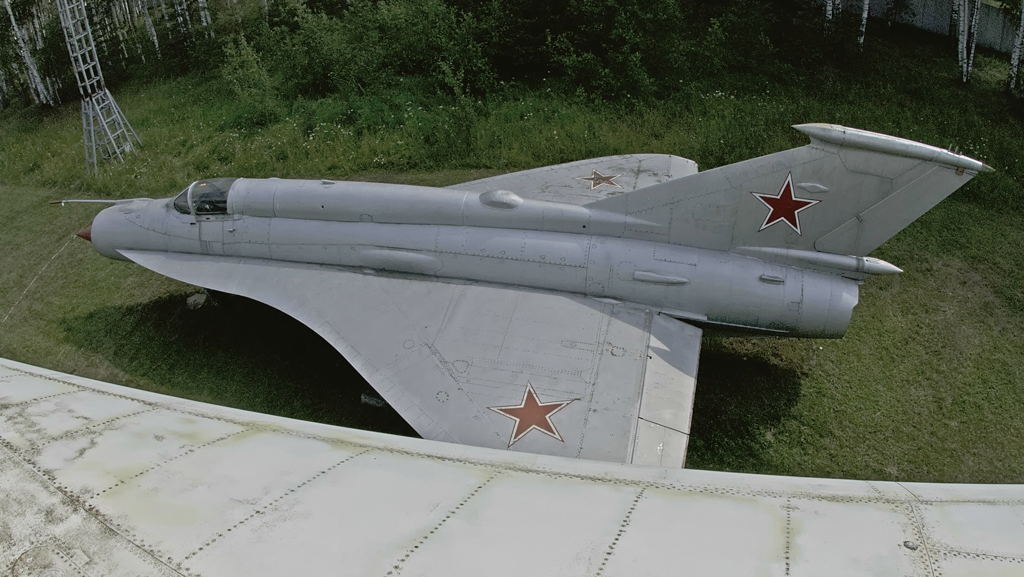
MiG-21I Analog neben der Tu-144S (77106) in Monino

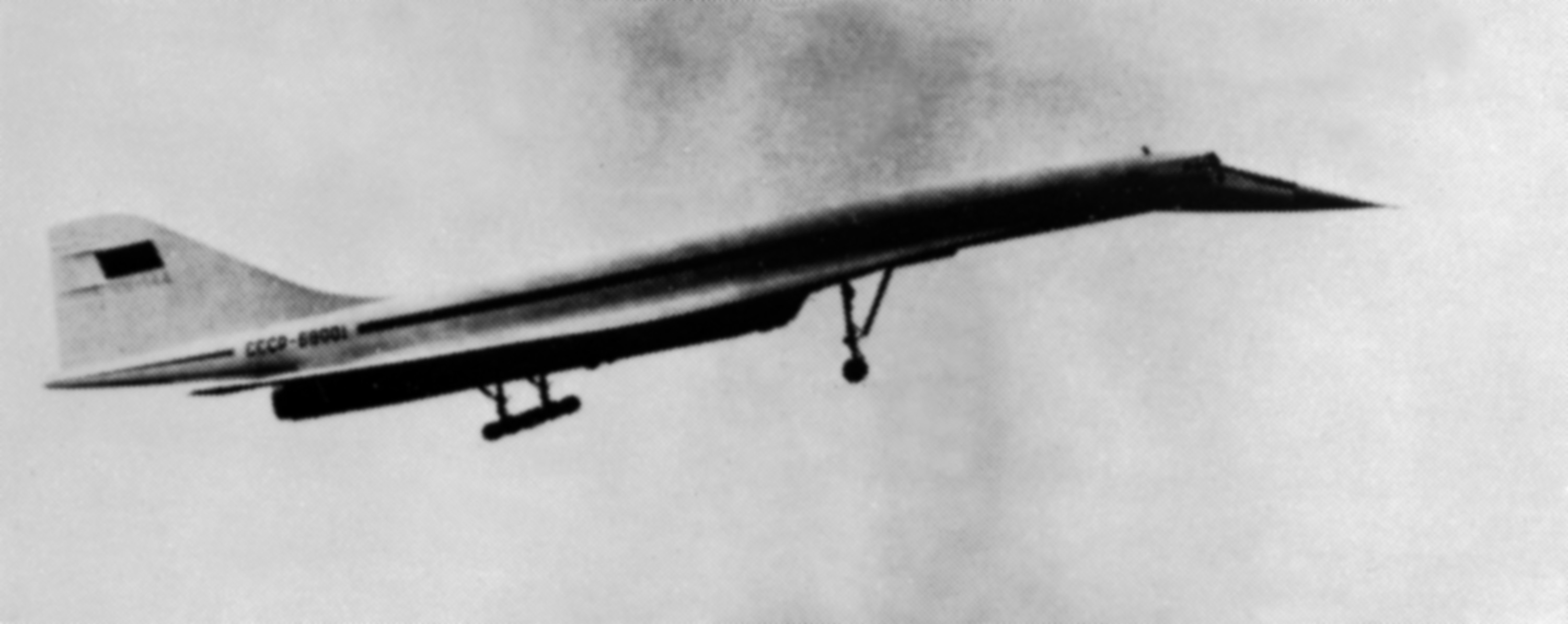
Tu-144 mit dem Kennzeichen СССР-68001 mit arretiertem Fahrwerk während der Erprobung

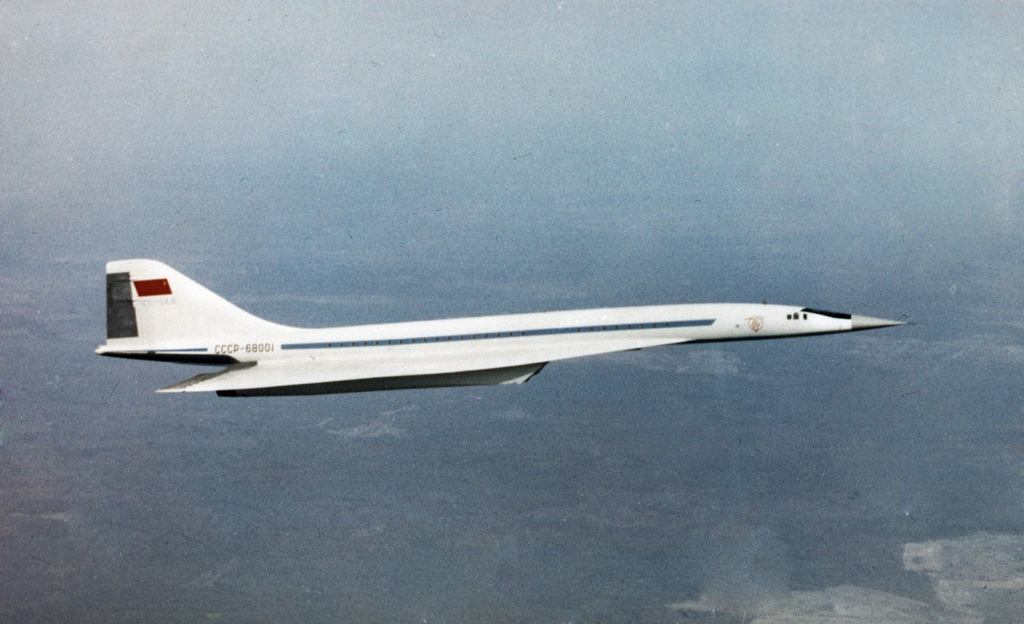
Tu-144 bei einem Testflug, 1969

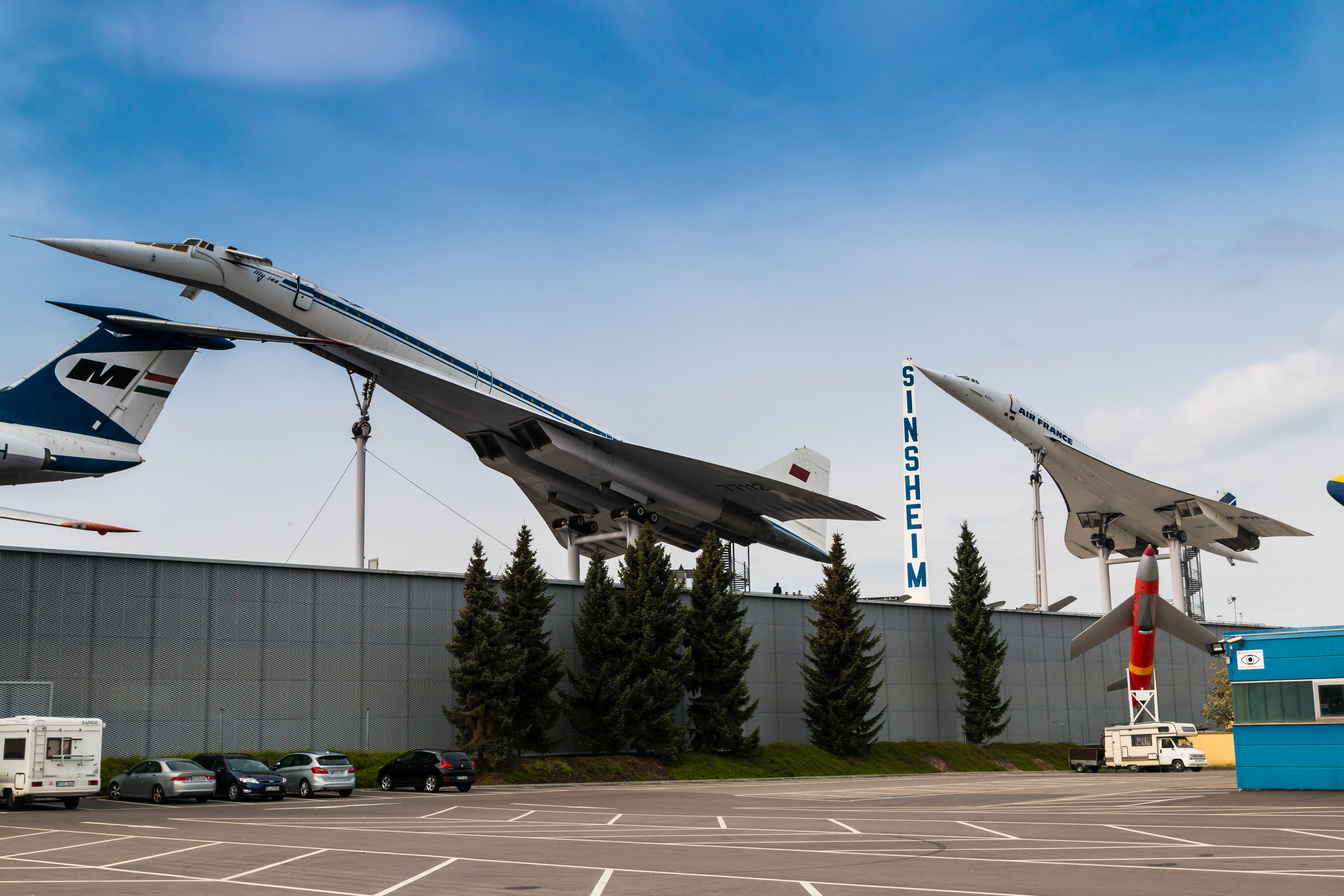
Tu-144 (links) und Concorde im Technikmuseum in Sinsheim

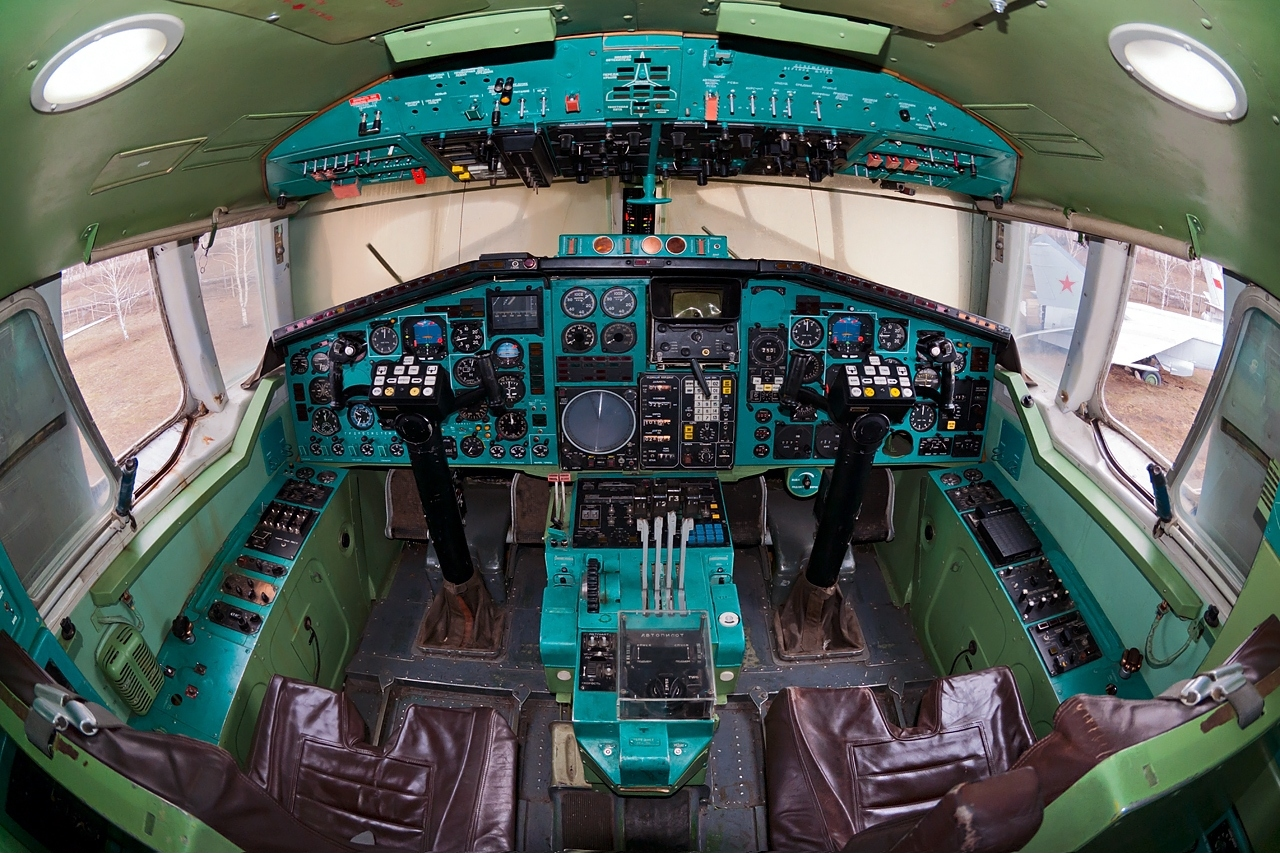
Das Cockpit (77110 in Uljanowsk)

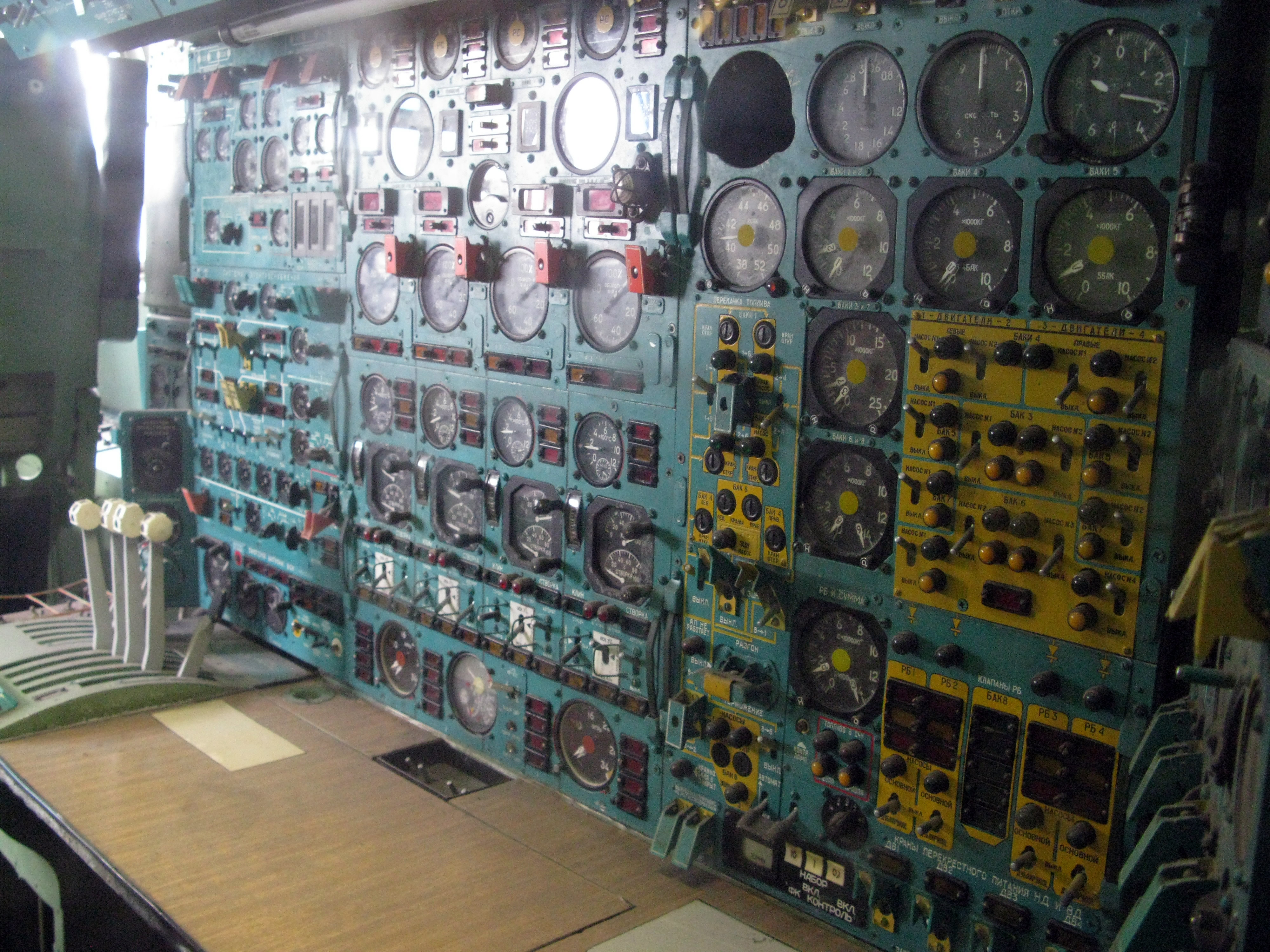
Arbeitsbereich des Bordingenieurs

### Regierungsauftrag an Tupolew
Der offizielle Start zur Entwicklung der Tu-144 erfolgte am 26. Juli 1963 durch die Weisung des Ministers für Luftfahrtindustrie Nr. 276ss. Vorausgegangen war der Regierungsbeschluss Nr. 768-271 des Ministerrats der Sowjetunion vom 16. Juli 1963, wonach das Konstruktionsbüro Tupolew verpflichtet wurde, fünf flugtaugliche Exemplare in nur viereinhalb Jahren zu bauen. Die erste Maschine sollte schon 1966 fertig sein. Zuvor hatten Frankreich und Großbritannien im Jahre 1962 auf der Grundlage seit 1956 laufender Arbeiten Konstruktion und Bau der Concorde vereinbart. In der Sowjetunion war im Januar 1962 in der Zeitschrift Technik der Luftflotte ein Beitrag von Seljakow, Oscherow, Istomin und Dobrowski mit dem Titel Erforschung der Parameter eines Überschallverkehrsflugzeuges erschienen.
Das Konstruktionsbüro Tupolew war zu diesem Zeitpunkt das einzige der Sowjetunion (und eines der wenigen weltweit), das sowohl über Erfahrungen im Bau von Überschallflugzeugen (Tu-22-Bombern, Tu-128-Langstreckenjägern) als auch von großen Verkehrsflugzeugen (Tu-104, Tu-114, Tu-124) verfügte. Das rivalisierende Konstruktionsbüro Mjassischtschew hatte bisher den Bomber M-50 (der knapp Mach 1 erreichte) und noch kein Passagierflugzeug konstruiert. Auf Basis der amerikanischen XB-70 hatte das Büro aber Konzepte zu einem Überschallbomber M-56 erörtert, die später mit Arbeiten bei Tupolew unter dem Namen Tu-135 weitergeführt wurden. Wie bei den USA das Projekt für die NAC-60 aus der XB-70 erörtert wurde oder die Convair Modell 58-9 aus der Convair B-58, wurde dasselbe auf der Basis der Tu-135 als Passagierversion angedacht. Dessen Chefkonstrukteur Sergei Michailowitsch Jeger versuchte, Tupolew davon zu überzeugen, dass dieser Weg erfolgversprechend wäre, doch gab es Druck von außen, ein Flugzeug in der Klasse der Concorde zu bauen. Die Gerüchte, die in den Westen drangen, wurden erst konkreter, als die Tu-144 im Jahr 1965 auf der Pariser Luftfahrtschau bekannt wurde.
An diesem Projekt arbeitete nicht nur das Konstruktionsbüro Tupolew, sondern auch viele Institutionen wie das ZAGI, ZIAM, Sibirna, Technische Universitäten trugen maßgeblich dazu bei. Es wurden über 30 verschiedene Grundlayouts entworfen, die sich in Triebwerksanordnungen, Flügel, Leitwerksform unterschieden. Als der Grundentwurf festgelegt war, folgten Tests mit über 400 variierenden Formgebungen, die ausgiebigen Tests in Unter- und Überschallwindkanälen unterzogen wurden. Erstmals kamen in der UdSSR bei der Entwicklung der Tu-144 auch Wasserkanäle zum Einsatz, um das Strömungsverhalten der Flugzeugform zu erforschen. Diese Strömungsanlage wurde originär durch das Konstruktionsbüro Tupolew gebaut, erst später wurde dieses Verfahren Standard beim ZAGI für Flugzeugentwicklungen. Um die passende Flächengeometrie zu ermitteln, wurden auch Versuchsgleiter per Feststoffbooster gestartet oder von einer Schleppleine an einem Mi-4-Hubschrauber ausgelöst. Miniaturisierte Strukturmodelle mit einer transparenten Plexiglasbeplankung lieferten Erkenntnisse zur optimalen Festigkeit bei gleichzeitiger Gewichtsersparnis und verringerter Flatterneigung.
Es wurden diverse Teststände im Maßstab 1:1 hergestellt, etwa für Triebwerkseinlässe, Fahrwerke, Cockpit oder das gesamte Treibstoffsystem der Tu-144, darunter ein begehbares Holzmodell zu Anschauungszwecken. Eine verkleinerte Version der Tu-144 wurde als Strukturmodell erstellt, bei dem bereits Lebenszyklusbelastungstests simuliert werden konnten. Da bei Überschallflügen am gesamten Flugzeugrumpf Reibungswärme entsteht, war eine übliche Kabinenklimatisierung nicht möglich. Um diese Herausforderung zu lösen, wurde ein Tu-134-Rumpf komplett in einer heiz- und kühlbaren Druckkammer untergebracht. Der Tu-134-Rumpf war durch Schleusengänge in der Druckkammer begehbar. Die Körperwärme der Passagiere wurde durch Wärmelampen erzeugt. So gelang es, die lebensnotwendige Kabinenklimatisierung zu entwickeln und zu testen. Das KB Tupolew stand in engem Kontakt mit den französischen Concorde-Entwicklern von Aérospatiale. Gegenseitige Besuche der Entwicklungszentren und der Austausch von Forschungsresultaten brachten beiden Seiten Erkenntnisse für die eigene Arbeit am Überschallpassagierflugzeug.

### Analogflugzeug MiG-21I von Mikojan
Das Flugverhalten und die Luftströmungen an den für die Tu-144 vorgesehen Doppeldeltaflügeln wurden beginnend im April 1968 mit zwei vom OKB Mikojan-Gurewitsch aus Serienmaschinen MiG-21S abgeleiteten MiG-21I (auch MiG-21 „Analog“) erprobt. Spätere Flüge dienten auch dazu, weitere Piloten mit den Eigenheiten des Verhaltens von Deltaflügeln bekannt zu machen und die dabei veränderten Start- und Landeprozeduren mit bis dahin ungewöhnlich hohen Anstellwinkeln zu trainieren.
Die erste MiG-21I startete am 18. April 1968 mit Pilot Gudkow zum Erstflug. Die Testflüge dauerten bis weit in das Jahr 1969, obwohl der Prototyp der Tu-144 (die СССР-68001 s/n 00-1) bereits am 31. Dezember 1968 seinen Jungfernflug absolviert hatte. Die „21-11“ erreichte 19.000 Meter Gipfelhöhe und Geschwindigkeiten bis zu Mach 2,05. Die beiden Prototypen unterschieden sich insbesondere durch ihre Tragflächengeometrie, die bei der „1“ eher einem reinen Doppeldelta mit 78° bis 55° Vorderkantenpfeilung entsprachen. Die zweite Maschine stattete man mit näher am ogivenförmigen Flächengrundriss des ersten Prototyps liegendem Flügel aus. Am 28. Juli 1970 stürzte die erste Maschine bei einem in niedriger Höhe ohne Genehmigung durchgeführten Kunstflugmanöver durch einen Steuerfehler ab, der Pilot Wiktor Konstantinow kam ums Leben.
Die zweite Maschine wurde erst Mitte 1969 fertiggestellt, sie diente auch der Einweisung zukünftiger Tu-144-Piloten und wurde später dem Museum Monino übergeben, wo sie sich bis heute direkt neben einer Tu-144S (CCCP-77106) befindet. Aufgrund der geringeren Flächenbelastung war die MiG-21I deutlich agiler als die Serienausführung der MiG-21, einige Piloten waren von der Handhabung so begeistert, dass sie eine Serienproduktion vorschlugen.

### Prototyp Tu-144
Baubeginn des Prototyps der Tu-144 war 1965. Gebaut wurden drei Exemplare (der flugfähige Prototyp mit der Losnummer 00-1 sowie zwei Exemplare nur für Statiktests). Die Piloten Edward Eljan und Michail Koslow führten am 31. Dezember 1968 in der Nähe von Moskau mit dem ersten Prototyp (Luftfahrzeugkennzeichen СССР-68001) den Jungfernflug der Tu-144 durch. Am 26. Mai 1970 erreichte diese Maschine als erstes ziviles Verkehrsflugzeug zweifache Schallgeschwindigkeit (Mach 2).
Insgesamt wurden ab 1969 bis zur Einstellung des Programms 1984 noch ein Vorserienexemplar und 15 Serienmaschinen hergestellt, von denen die letzte Maschine nicht mehr fertiggestellt wurde. Neun Flugzeuge gelangten an die Aeroflot, fünf der übrigen Flugzeuge waren nur für Postflüge eingesetzt worden. Das letzte vollständige Exemplar wurde 1981 fertiggestellt, hatte seinen Erstflug jedoch erst am 4. Oktober 1984 und diente später als Testflugzeug im Buran-Programm.

### Erste Serienversion Tu-144S
Zwar flog der erste Prototyp der Tu-144 vor der Concorde und erreichte als erstes ziviles Flugzeug Schall- und doppelte Schallgeschwindigkeit, die unausgereifte Konstruktion wurde aber schon für den Bau des zweiten fliegenden Exemplars Tu-144S stark modifiziert. Die anfangs in einem widerstandsärmeren kompakten Viererblock unter dem Rumpf liegenden Triebwerke erzeugten erhebliche thermische Belastungen der innen liegenden Triebwerke und der Rumpfstruktur. Sie wurden deshalb im neuen Entwurf paarweise unter den Tragflächen angeordnet. Die langen Lufteinlässe wurden verkürzt, und die gerade Tragfläche wich einer Konstruktion mit nach unten geneigten Flügelenden. Der ursprüngliche ogivenförmige Grundriss, ähnlich der Flächengestaltung bei der kleineren Concorde, wurde faktisch durch reine Doppeldeltaflügel ersetzt. Der Rumpf wurde um 7,63 m verlängert. Durch die veränderte Triebwerksanordnung wurde die Tu-144 der Concorde trotzdem noch ähnlicher. Das Hauptfahrwerk wurde nun in die Triebwerksgondeln eingezogen und die Anzahl der Räder von zwölf auf acht reduziert. Die Serienmaschinen erhielten ausfahrbare Canard-Flügel zur Verbesserung der Langsamflugeigenschaften. Dies war bei der ersten Tu-144 nicht möglich gewesen, da an der Stelle der Canards die Schleudersitzöffnungen der Crew angeordnet waren.
Bei Tupolew existierten ab 1979 Pläne für einen Nachfolger, die Tupolew Tu-244, die bis 1993 verfolgt wurden. Außerhalb des sozialistischen Lagers hätte es spätestens nach der Ölkrise keinen Markt für die im Vergleich zur Concorde deutlich unwirtschaftlichere Tu-144 gegeben; Verkaufschancen bei westlichen Gesellschaften wurden einzig von der Lobby des amerikanischen SST an die Wand gemalt, um die staatliche Finanzierung für dessen später abgebrochene Entwicklung zu sichern.

### Flugbetrieb bei der Aeroflot 1975–1978
Im Jahr 1973 war man von 30 bestellten Flugzeugen für Aeroflot ausgegangen und rechnete mit einer Erhöhung dieser Zahl auf bis zu 75 Flugzeuge.
Nach der Aufnahme von Post- und Frachtflügen ab dem 26. Dezember 1975 traten Probleme mit der Treibstoffzufuhr zu Tage. Die Aufnahme von Passagierflügen wurde daraufhin aufgeschoben. Im November 1977 wurde der Passagierbetrieb zwischen Moskau und Alma-Ata mit der ersten Serienversion Tu-144S eröffnet. Im Dezember 1977 erfolgte der erste reguläre, später dann einmal wöchentliche Passagierflug. Jeder Flug war von höchsten Sicherheitsvorkehrungen begleitet. Ein Flugticket für die Tu-144 kostete zum damaligen Zeitpunkt 82 Rubel, was etwa der Hälfte eines durchschnittlichen sowjetischen Monatseinkommens entsprach.

### Zweite Serienversion Tu-144D und Einstellung des Liniendienstes
Bei einem Testflug unter Eljan am 23. Mai 1978 verunglückte eine Tu-144D (die СССР-77111, s/n 06-2) der zu diesem Zeitpunkt in Entwicklung und Erprobung befindlichen reichweitengesteigerten zweiten Serienversion mit den effizienteren Triebwerken Kolesow RD-36-51. Durch starke Vibrationen entwickelte sich ein Leck in einer Treibstoffleitung, wodurch sich rund 8 t Treibstoff in der Gondel des Triebwerks 3 ansammelten. Es kam zu einem Brand, weshalb die Besatzung die Triebwerke 3 und 4 außer Betrieb nahm. Der zusätzliche Ausfall von Triebwerk 2 zwang zu einer Notlandung auf einem Feld. Dabei kamen zwei Flugingenieure ums Leben. Diesen Unfall nahm der damalige Luftfahrtminister Bugajew zum Anlass, den Linienbetrieb nach nur 102 Flügen (davon 55 mit Passagieren) mit insgesamt 3284 beförderten Passagieren einstellen zu lassen.

### Schrittweise Einstellung des Programmes
Bei der ursprünglichen Vorstellung des Projektes hatte man vollmundig von Linienflügen zwischen Moskau und dem im fernen Osten gelegenen Chabarowsk gesprochen. Weder der erste Prototyp Tu-144 (die 68001) noch die verbesserte erste Serienversion Tu-144S hatten jedoch die erforderliche Reichweite. Erst mit der nochmals wesentlich verbesserten Version Tu-144D konnte man durch die effizienteren Triebwerke RD-36-51 mit Supercruisefähigkeit (d. h. ohne Nachbrenner) diese Flugleistungen erreichen.
Bei einem Testflug auf dieser zu Projektbeginn als Linienverbindung verkündeten Strecke von Moskau nach Chabarowsk am 31. August 1980 kam es zu einer Havarie mit der Tu-144D (СССР-77113, s/n 08-1). Bei einem der Triebwerke zerbarst bei doppelter Schallgeschwindigkeit in ca. 16.000 m Höhe eine Verdichterstufe und beschädigte Zelle und Flügel. Die Maschine ging in einen steilen Sinkflug über. Es gelang der Besatzung unter dem Kommandanten Jewgeni Gorjunow, die Kontrolle über die Maschine zurückzuerlangen und ohne weitere Schäden auf der Militärbasis Engels-2 zu landen.
Trotz ernster Zwischenfälle gab es weitere Planungen zur Wiederaufnahme des Linienbetriebs in den Jahren 1980 bis 1982. Der Liniendienst wurde bis zur Einstellung des Tu-144-Programms 1983 jedoch nicht wiederaufgenommen. Insgesamt wurden 16 Exemplare der Tu-144 fertiggestellt, von denen noch fünf in Museen sowie weitere drei in zwei verschiedenen Tupolew-Werken existieren. Die einzige Tu-144 (Kennzeichen СССР-77112, s/n 07-1) außerhalb der ehemaligen Sowjetrepubliken wurde 2001 auf dem Wasser- und Landweg nach Deutschland in das Technikmuseum Sinsheim gebracht. Seit 2003 ist neben ihr auch ihr westeuropäisches Pendant, die Concorde, zu besichtigen.

## Technik

Dreiseitenriss

Die Tu-144 verfügt über Deltaflügel, deren Pfeilung am vorderen Flügelteil 78° und am Hauptflügel 56° beträgt, und über ausklappbare Entenflügel für den Langsamflug. Die Steuerflächen an den Tragflächen übernehmen als Elevons die Funktionen von Quer- und Höhenruder. Im Seitenruder befindet sich ein Trimmtank, der bei Bedarf im Flug mit Kraftstoff gefüllt oder geleert werden kann, um die Verlagerung des Neutralpunktes bei den Übergängen zwischen Unter- und Überschallflug durch Verlagern des Massenschwerpunktes auszugleichen. Die Tragflächen weisen zur Verminderung des induzierten Luftwiderstandes eine Quer- und Längsverwindung auf. Der Rumpf verfügt gemäß der Flächenregel über eine Wespentaille, die aber wegen der langgestreckten Form nicht sehr ausgeprägt ist. Im Überschallflug tragen die Stoßwellen der Triebwerksgondeln unter den Tragflächen zum Auftrieb bei und erhöhen die Auftriebseffizienz.
In den Lufteinläufen der Triebwerke befinden sich steuerbare Rampen, die beim Überschallflug den Querschnitt bis auf etwa die Hälfte verengen können. Hinter den Rampen weitet sich der Querschnitt wieder auf, was als Diffusor wirkt und die einströmende Luft auf Unterschallgeschwindigkeit abbremst, da die Verdichter der Triebwerke bei Überschallanströmung versagen würden. Je eine Nasenklappe an den Unterkanten der Einläufe ist beim Start und beim Unterschallflug geöffnet und wird bei Überschallgeschwindigkeit geschlossen, um ein Pulsieren des Luftstroms zu verhindern. An den Unterseiten der Einläufe werden beim Start Zuströmklappen geöffnet, um zusätzliche Luftzufuhr zu ermöglichen. Beim Überschallflug wird die Zone, in der die einströmende Luft auf Unterschallgeschwindigkeit abgebremst wird, durch unmittelbar vor den Verdichtereinlässen liegende – nach außen öffnende – Überströmklappen auf den Bereich mit dem kleinsten Einlassquerschnitt reguliert. Die Tu-144 verfügt über keine Schubumkehr. Ein hoher Anstellwinkel ermöglichte es, mit den Flügelflächen den Widerstand zu erhöhen und so Geschwindigkeit abzubauen; bei erschwerten Landungsbedingungen konnten Bremsschirme verwendet werden.
Der Rumpf erwärmt sich während des Überschallfluges auf ca. 110 °C im vorderen und ca. 70 °C im hinteren Bereich. Um die Kabine zu kühlen, wird unter Druck stehende heiße Zapfluft aus den Triebwerken mit Luft aus den Lufteinlässen gemischt, mit zu den Triebwerken strömendem Kraftstoff auf 120 °C vorgekühlt und durch einen elektrischen Turbokühler durch Entspannen auf −40 °C gebracht. Die kalte Luft wird über die gesamte Länge durch die Kabinenwand geleitet. Die Luft wird erneut mit Luft aus den Lufteinlässen gemischt und tritt in die Passagierkabine ein. Die Abluft tritt durch die Fahrwerksschächte aus, wobei das Fahrwerk gekühlt wird. Das Bugfahrwerk ist doppelt bereift und kann 60° in jede Richtung gelenkt werden. Die beiden Hauptfahrwerksbeine haben je vier Zwillingsräder mit ausgelagerter Bremseinheit auf zwei Achsen (Prototyp: je sechs Zwillingsräder auf drei Achsen); die schlauchlosen Reifen sind mit Stickstoff gefüllt, der unter einem Druck von 12,8 bar steht. Die Scheibenbremsen werden nach der Landung durch elektrische Lüfter gekühlt. Die Konstruktion dieser Räder und Bremsen sicherte eine hohe Bremsleistung und stellte den Betrieb auch im Schnee sicher. Tupolew entwickelte diese Fahrwerke auch unter dem Gesichtspunkt der Möglichkeit, die Tu-144 auf einem Flugplatz mit schlechtem Pistenbelag (die typischen Betonplattenpisten der militärischen Ostblockflugplätze) als Ausweichplatz landen und starten zu lassen.

## Ähnlichkeit mit der Concorde

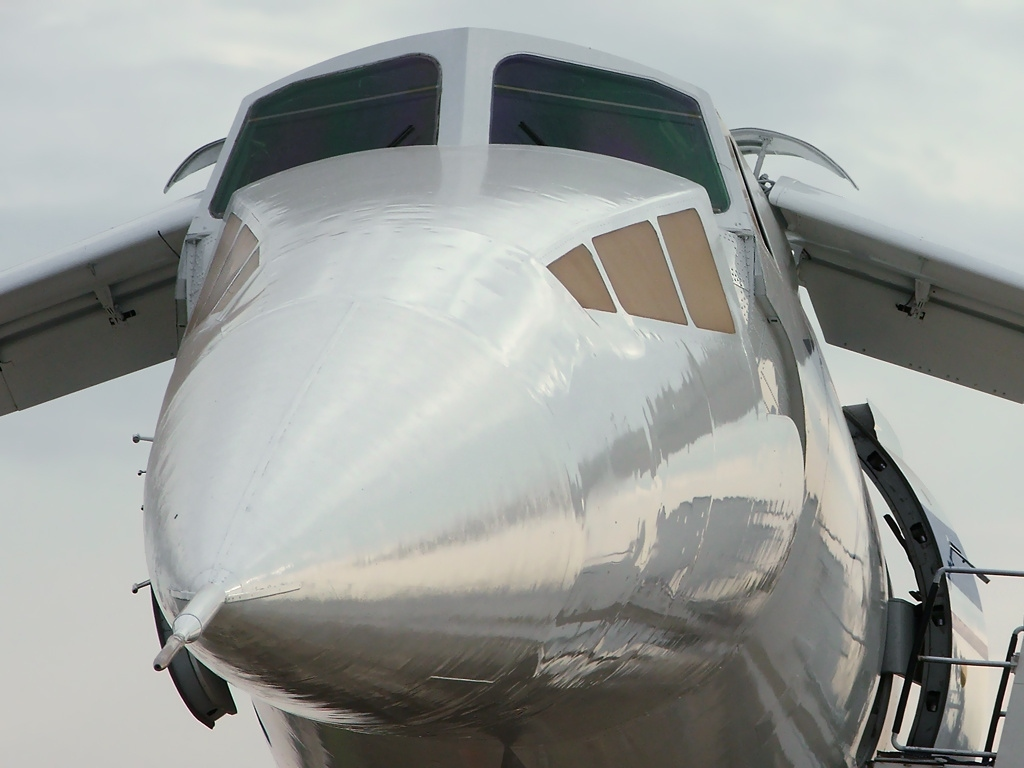
Tu-144 mit abgesenkter Nase …

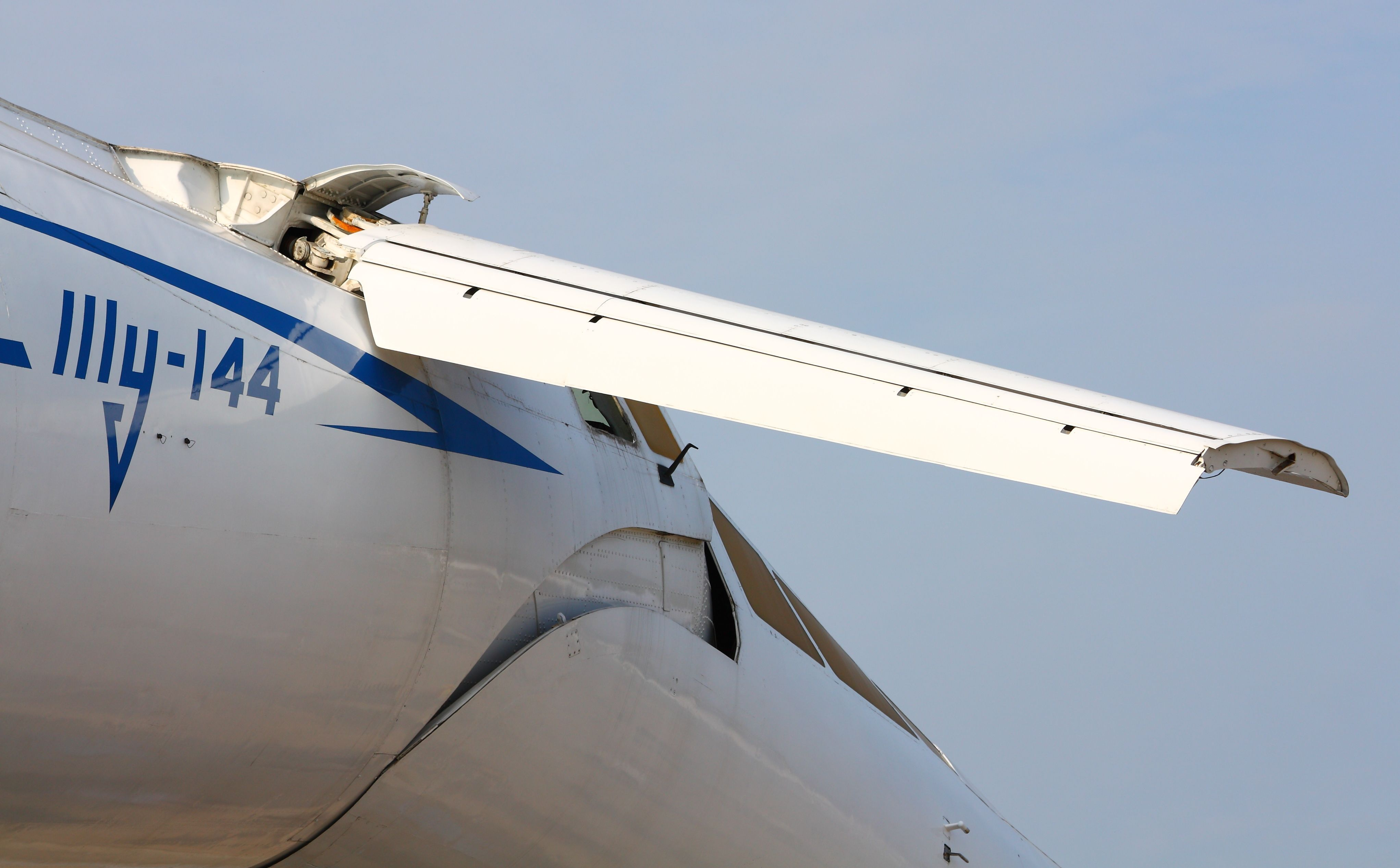
… und ausgefahrenen Canards

Tu-144 und Concorde ähneln sich in ihren Leistungen und der grundlegenden geometrischen Auslegung des Tragwerks mit hinten gruppierten Triebwerken sowie einer absenkbaren Nase, welche die Sicht der Piloten im Landeanflug verbesserte. Tatsächlich weist die Tu-144 eine wesentlich einfachere Geometrie des Flügels (Doppeldeltaflügel) mit deutlich ausgeprägten scharfen Übergängen der unterschiedlichen Pfeilung von Innen- und Außenflügel auf. Für die Concorde wurde eine Geometrie mit aerodynamisch günstigeren ogivenförmigen Übergängen entwickelt, die ihr, verbunden mit dem ausgefeilteren Profil, neben der Eignung zum Überschallflug einen niedrigeren Widerstand bei höheren Anstellwinkeln im Langsamflug verlieh. Diesem hochentwickelten Flügelentwurf der Concorde stellte Tupolew eine andere effektive Lösung gegenüber, die aber zusätzliche Masse bedeutete: In der Serienausführung Tu-144S wurden bei Start und Landung ausfahrbare Canards benutzt. Diese verringerten die Minimalgeschwindigkeit bei hohen Anstellwinkeln um ca. 30 km/h und gaben der Tu-144S eine mit der Concorde vergleichbare Handhabung im Langsamflug. Damit gelang es, die Landegeschwindigkeit auf Werte zwischen 315 und 330 km/h zu reduzieren. Die Concorde erreichte im Einsatz durch ihre insgesamt bessere aerodynamische Gestaltung ohne Canards eine Landegeschwindigkeit von etwa 300 km/h. Auch die Antriebe unterschieden sich deutlich: Tupolew verwendete ursprünglich Zweistromstrahltriebwerke (ZTL) vom Typ Kusnezow NK-144 (Tu-144, Tu-144S) bzw. erst später Turbojets Kolessow RD-36-51A (Tu-144D), die Concorde dagegen von Beginn an zweiwellige Turbojets Olympus 593 von Rolls-Royce (Bristol Siddeley) und SNECMA. Bei dem damaligen Stand der Entwicklung waren die Turbojets der Concorde gerade im Überschallflug effizienter als die ursprünglich eingesetzten ZTL der Tupolew Tu-144S. Die Tu-144S musste zur Aufrechterhaltung der zweifachen Schallgeschwindigkeit mit zugeschaltetem Nachbrenner fliegen, was ihre Reichweite erheblich verringerte. Die ab Ende der 1970er Jahre für die weiterentwickelte zweite Serienversion Tu-144D vorgesehenen RD-36-51A konnten bis zum Abbruch des Entwicklungsprogrammes 1983 (Regierungsbeschluss am 1. Juli 1983) keinen sicheren Betrieb im Supercruise gewährleisten und führten zu mehreren Zwischenfällen (Notlandung und Totalverlust der SSSR-77111 s/n 06-2 am 23. Mai 1978 mit zwei Todesopfern, Triebwerksschaden der SSSR-77113 s/n 08-1 am 31. August 1980) während ihrer Erprobung. Erst die Ausrüstung einer in den 1990er Jahren gemeinsam mit der NASA für Forschungszwecke reaktivierten Tu-144LL mit den wesentlich verbesserten Kusnezow NK-321 ergab die Möglichkeit des sicheren Supercruise.

## Absturz von Le Bourget (1973)

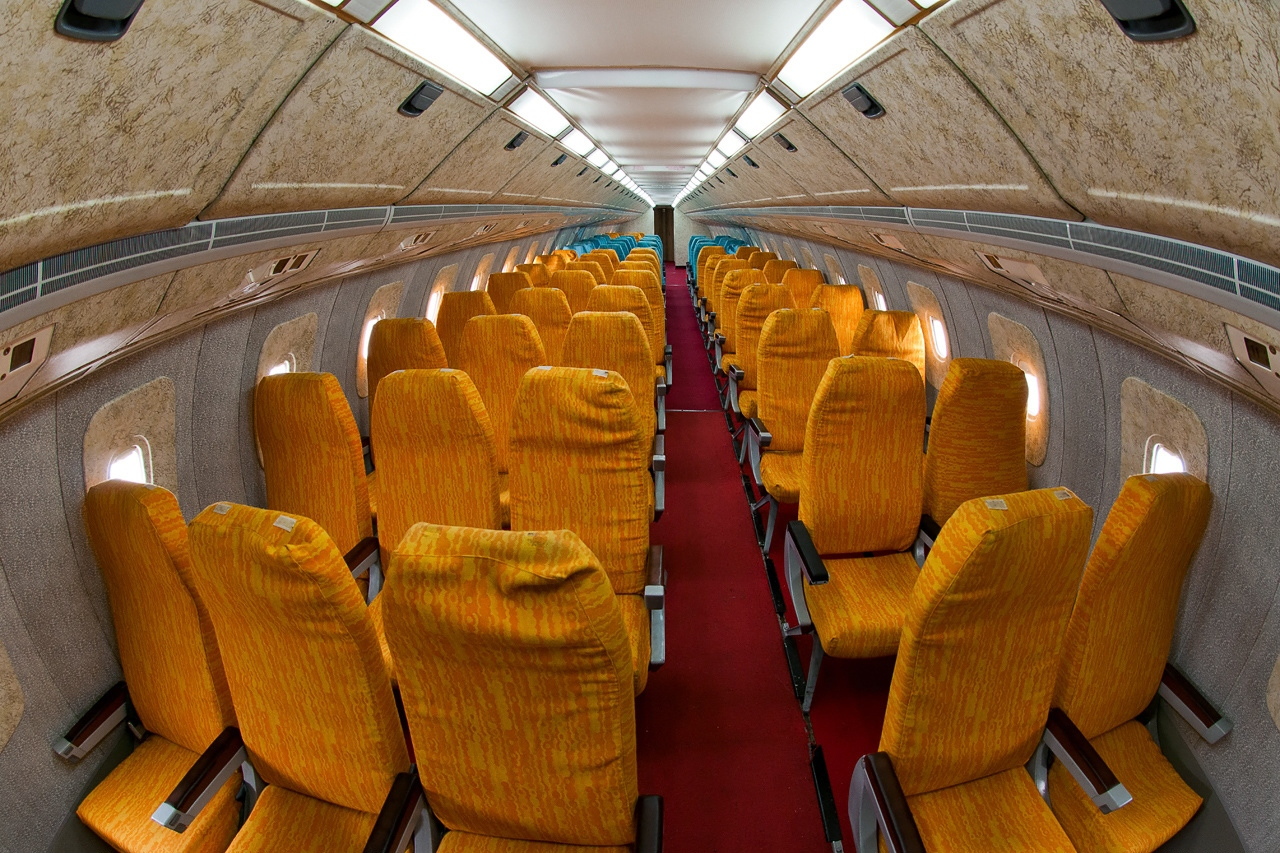
Kabine der Tu-144 (77110 in Uljanowsk)

Am 3. Juni 1973 erlebte das Programm einen herben Rückschlag, als die erste Serienmaschine, die dritte gebaute Tu-144S, bei der Flugschau in Le Bourget bei Paris auf den Vorort Goussainville abstürzte. Dabei wurden die sechs Menschen an Bord sowie acht Personen am Boden getötet. Als die Besatzung versuchte, einen starken Sturzflug abzufangen, brach die Maschine in geringer Höhe auseinander, da ihre Struktur überlastet wurde. Warum die Tu-144 überhaupt in den Sturzflug überging, für den sie nicht ausgelegt war, ist nach wie vor ungeklärt. Es gibt verschiedene Thesen bzw. Gerüchte hierzu:
- Hypothese 1: Aus Daten des Flugschreibers der Maschine ging hervor, dass die Mannschaft Manipulationen an der Flugsteuerung vorgenommen hatte. Es sollte dadurch eine besonders spektakuläre Flugshow ermöglicht werden, um die ebenfalls vorgeführte Concorde zu übertrumpfen.
- Hypothese 2: Teile der Systeme sollen versehentlich für den Testbetrieb konfiguriert gewesen sein und dem Flugzeug ungewöhnlich starke Sinkraten gegeben haben.
- Hypothese 3: Ein französisches Jagdflugzeug vom Typ Dassault Mirage IIIR soll plötzlich aufgetaucht sein und die Besatzung zu einem Sturzflug als Ausweichmanöver verleitet haben.
- Hypothese 4: Es soll sich nicht genug Treibstoff in den Tanks befunden haben, sodass die Triebwerke mangels Treibstoffdruck in der Zuleitung kurz aussetzten, woraufhin die Tu-144 antriebslos in den Sturzflug kippte, aus dem sie nicht mehr abgefangen werden konnte.
- Hypothese 5: Ein Besatzungsmitglied hielt sich im Cockpit auf und trug keinen Sicherheitsgurt, um Filmaufnahmen zu machen. Dabei sei er gestürzt und habe dadurch den Zugriff des Piloten auf die Instrumente blockiert.

Für die getöteten Besatzungsmitglieder der Maschine wurde auf dem Nowodewitschi-Friedhof in Moskau ein künstlerisch gestalteter Gedenkstein errichtet.

## NASA-Testflüge (1996–1998)

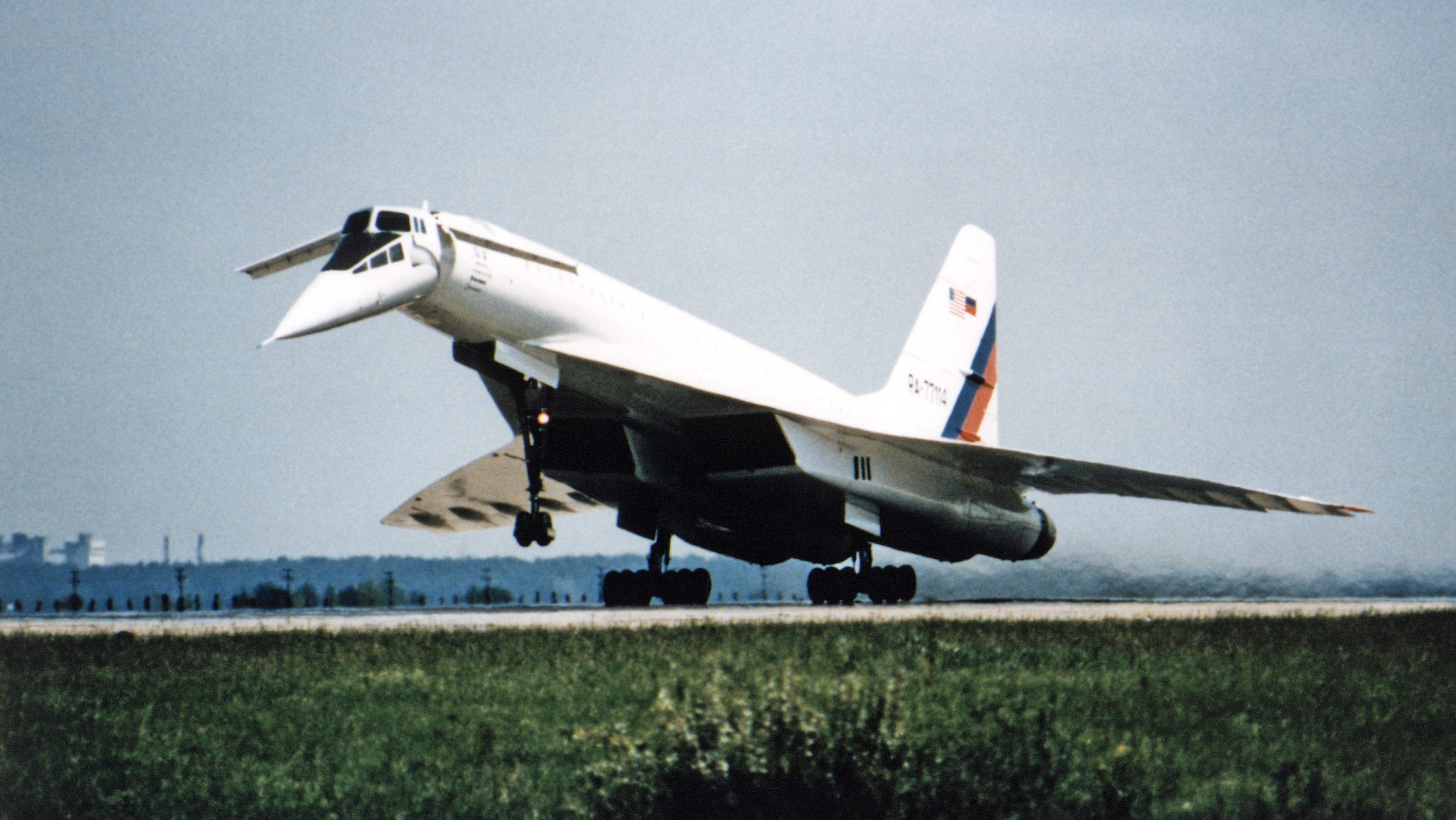
Die Tu-144LL im Juli 1997

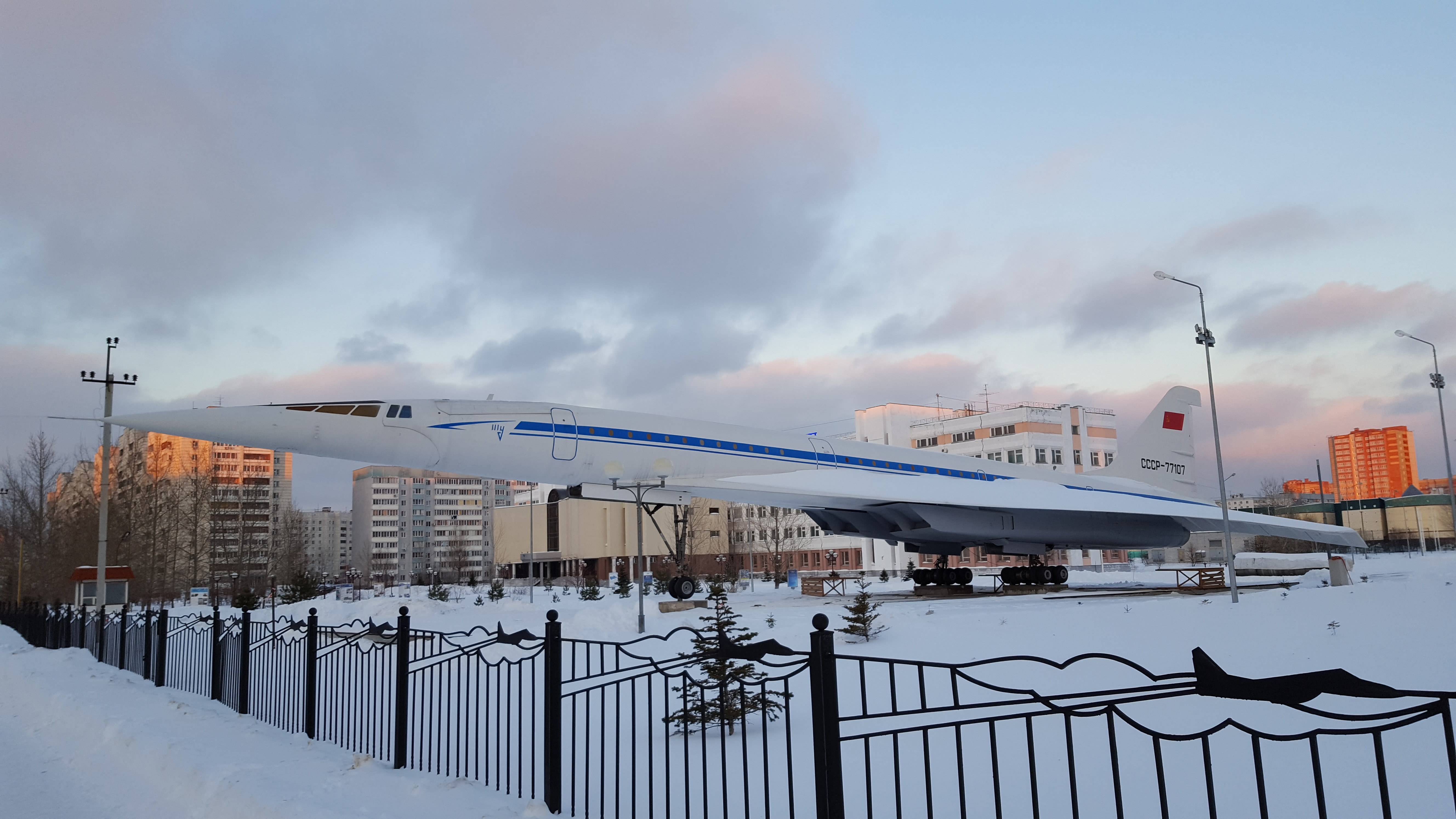
Tu-144 mit der Seriennummer 05-1, seit 2017 in Kasan ausgestellt

Zwischen 1995 und 1996 wurde eine Tu-144D (CCCP-77114) von Tupolew und der US-amerikanischen Raumfahrtbehörde NASA für etwa 350 Millionen US-Dollar wieder in einen flugfähigen Zustand gebracht, um Messdaten für ein mögliches zukünftiges Überschallpassagierflugzeug zu gewinnen. Der Umbau zum fliegenden Labor brachte neben neuen Triebwerken die neue Typenbezeichnung Tu-144LL mit sich. Als einzige Tu-144 wurde die Maschine mit einem russischen Zulassungskennzeichen versehen (RA-77114 statt CCCP-77114). Zwischen November 1996 und Februar 1998 wurden mit der Maschine noch einmal 27 Flüge durchgeführt. Zum letzten Mal flog sie am 14. April 1999, als sie einen Rundflug vom Werksgelände in Schukowski absolvierte. Dies war gleichzeitig der letzte Flug einer Tu-144 überhaupt. Mit den NK-321-Triebwerken des Bombers Tu-160 ausgestattet, erreichte dieses Exemplar die besten Flugleistungen der gesamten Flotte und wäre in dieser Auslegung der Concorde auch im Linienverkehr wahrscheinlich ebenbürtig gewesen.
In der Folgezeit gab es Meldungen, die Maschine sei per Internet-Auktion an einen Privatmann verkauft worden. Weiteren Meldungen zufolge sei der Verkauf aber daran gescheitert, dass es keine Ausfuhrgenehmigung für die als militärische Güter geltenden Triebwerke gegeben habe.
Die Maschine wurde im Jahre 2019 restauriert, das Äußere auf den ursprünglichen Zustand einer Tu-144D (Verkleidung und Schubdüsen der Triebwerke RD-36-51A, Lackierung, Luftfahrzeugkennzeichen CCCP-77114) gebracht und an einem Kreisverkehr nahe dem Flughafen Moskau-Schukowski aufgestellt.

## Liste aller gebauten Flugzeuge
| Ser.- Nr. | Modell | Typ              | Beschriftung          | Triebwerke        | Betreiber              | Bemerkung | Jungfernflug      | Letzter Flug      | Verbleib |
| --------- | ------ | ---------------- | --------------------- | ----------------- | ---------------------- | --- | ----------------- | ----------------- | --- |
| 00-1      | 044    | Tu-144           | СССР-68001            | NK-144            | Tupolew                | Prototyp, unterschied sich erheblich von den Serienmaschinen | 31. Dezember 1968 | 27. April 1973    | in Schukowski verschrottet |
| 01-1      | 004    | Tu-144S          | СССР-77101            | NK-144A           | Tupolew                | Vorserienflugzeug | 1. Juni 1971      | n/a               | in Schukowski verschrottet |
| 01-2      | 004    | Tu-144S          | СССР-77102            | NK-144A           | Aeroflot               | erste serienmäßig in Woronesch gebaute Maschine, 1973 bei Luftfahrtshow in Paris abgestürzt | 20. März 1972     | 3. Juni 1973      | bei Absturz am 3. Juni 1973 in Goussainville bei Paris zerstört |
| 02-1      | 004    | Tu-144S          | СССР-77103            | NK-144A           | Aeroflot               | Testexemplar für Navigations- und Flugsysteme | 13. Dezember 1973 | n/a               | 1984 in Schukowski verschrottet |
| 02-2      | 004    | Tu-144S          | СССР-77104 СССР-77144 | NK-144A           | Aeroflot               | Testexemplar u. a. für Aerodynamik, 1975 für Pariser Airshow umregistriert zu СССР-77144 | 14. Juni 1974     | n/a               | 1987 in Schukowski verschrottet |
| 03-1      | 004(D) | Tu-144S(D)       | СССР-77105            | NK-144A RD-36-51A | Aeroflot               | Anfang 1976 zur Tu-144D umgerüstet | 30. November 1974 | 1978 eingelagert  | bis 1993 in Schukowski eingelagert, auf der MAKS 1993 zuletzt zu sehen, dann vermutlich verschrottet                                                                  |
| 04-1      | 004    | Tu-144S          | СССР-77106            | NK-144A           | Aeroflot               | ab 26. Dezember 1975 Testbetrieb Moskau–Alma-Ata | 4. März 1975      | 29. Februar 1980  | seit 1980 im Luftwaffenmuseum in Monino (Lage) |
| 04-2      | 004    | Tu-144S          | СССР-77108            | NK-144A           | Aeroflot               | nie an Aeroflot ausgeliefert | 12. Dezember 1975 | 27. August 1987   | seit 1987 auf dem Geländes des Luftfahrtmuseums Samara ausgestellt (Lage),                                                                                            |
| 05-1      | 004    | Tu-144S          | СССР-77107            | NK-144A           | Aeroflot               | | 20. August 1975   | 29. März 1985     | ausgestellt von 1985 bis 2017 beim Kasaner Flugzeugwerk, ab 2017 am Fatycha-Amirchana-Prospekt (Lage)                                                                 |
| 05-2      | 004    | Tu-144S          | СССР-77109            | NK-144A           | Aeroflot               | ab 1. November 1977 im Einsatz für Passagierflüge | 29. April 1976    | n/a               | vermutlich auf einem Fabrikgelände in Woronesch (WASO) eingelagert |
| 06-1      | 004    | Tu-144S          | СССР-77110            | NK-144A           | Aeroflot               | letzte 144S, zwischen 1977 und Juni 1978 im Einsatz für Passagierflüge | 14. Februar 1977  | 1. Juni 1984      | seit 1984 im Museum für Zivilluftfahrt in Uljanowsk (Lage) |
| 06-2      | 004D   | Tu-144D          | СССР-77111            | RD-36-51A         | Aeroflot               | erste 144D | 27. April 1978    | 23. Mai 1978      | nach Bruchlandung mit 2 Todesopfern in Jegorjewsk verschrottet |
| 07-1      | 004D   | Tu-144D          | СССР-77112            | RD-36-51A         | Aeroflot               | einzige Tu-144, die außerhalb Russlands besichtigt werden kann, bis 2000 in Schukowski eingelagert | 19. Februar 1979  | 12. November 1981 | seit 2001 mit Concorde Nr. 207-200 im Technikmuseum Sinsheim ausgestellt (Lage)                                                                                       |
| 08-1      | 004D   | Tu-144D          | СССР-77113            | RD-36-51A         | Aeroflot               | strukturelle Beschädigung bei Überschallversuch am 31. August 1980, dann ohne Triebwerke in Schukowski eingelagert | 2. Oktober 1979   | 31. August 1980   | 2001 in Schukowski verschrottet |
| 08-2      | 004D   | Tu-144D Tu-144LL | СССР-77114 RA-77114   | RD-36-51A NK-321  | Aeroflot Tupolew/ NASA | bis 1990 zu Forschungszwecken im Einsatz, ab 1995 zum fliegenden Labor mit der Bezeichnung Tu-144LL umgerüstet, als RA-77114 registriert, ab 1996 in Zusammenarbeit mit NASA und Boeing bei gemeinsamen Testprogramm eingesetzt, absolvierte letzten Flug einer Tu-144, stellte insgesamt 13 Weltrekorde auf | 13. April 1981    | 14. April 1999    | seit August 2019 mit ursprünglicher Lackierung und Registratur (СССР-77114) als Tu-144D an einem Kreisverkehr nahe dem Flughafen Moskau-Schukowski ausgestellt (Lage) |
| 09-1      | 004D   | Tu-144D          | СССР-77115            | RD-36-51A         | Aeroflot               | Letzte fertiggestellte Tu-144D, nie an Aeroflot ausgeliefert, Ende der 1980er Jahre für Trainingszwecke im Raumfahrtprogramm Buran eingesetzt, ebenfalls für Umbau zur 144LL vorgesehen, flog nie über Mach 1                                                                                                | 4. Oktober 1984   | 12. Mai 1986      | restauriert, auf dem Flughafengelände Moskau-Schukowski ausgestellt (Lage)                                                                                            |
| 09-2      | 004D   | Tu-144D          | (СССР-77116)          |                   |                        | nach Programmende 1985 nicht fertiggestellt |                   |                   | angeblich unvollendet im Werk Woronesch eingelagert |

## Technische Daten
| Kenngröße                         | Tu-144 (Prototyp)     | Tu-144S                                                            | Tu-144D                                              | Tu-144LL                                                                |
| --------------------------------- | --------------------- | ------------------------------------------------------------------ | ---------------------------------------------------- | ----------------------------------------------------------------------- |
| Anzahl (gefertigt)                | 1 Exemplar            | 9 Exemplare +1 nicht fertiggestellt 1 später umgerüstet zu Tu-144D | 6 Exemplare 1→ umgerüstet zu Tu-144LL                | →1 Exemplar umgerüstet aus Tu-144D Hülle 2019 zurückgerüstet zu Tu-144D |
| Besatzung                         | 3                     | 3                                                                  | 3                                                    | 3                                                                       |
| Passagiere                        | 98–120                | 98–120                                                             | 98–120                                               | Testgerät                                                               |
| Länge (Nase gestreckt)            | 59,50 m               | 65,70 m                                                            | 65,70 m                                              | 65,70 m                                                                 |
| Spannweite                        | 27,65 m               | 28,00 m                                                            | 28,80 m                                              | 28,80 m                                                                 |
| Höhe                              | 11,35 m               | 12,50 m                                                            | 12,50 m                                              | 12,50 m                                                                 |
| Flügelfläche                      | 438,04 m²             | 502,97 m²                                                          | 506,35 m²                                            | 506,35 m²                                                               |
| Flügelstreckung                   | 1,75                  | 1,56                                                               | 1,64                                                 | 1,64                                                                    |
| Leermasse                         | 85.000 kg             | 91.800 kg                                                          | 99.200 kg                                            | 103.000 kg                                                              |
| max. Startmasse                   | 180.000 kg            | 195.000 kg                                                         | 207.000 kg                                           | 203.000 kg                                                              |
| Triebwerk                         | 4 × Kusnezow NK-144   | 4 × Kusnezow NK-144A                                               | 4 × Kolessow RD-36-51                                | 4 × Kusnezow NK-321                                                     |
| Startschub                        | je 176,6 kN           | je 178,0 kN                                                        | je 196,1 kN                                          | je 245,0 kN ohne Nachbrenner je 137,20 kN                               |
| Reisegeschwindigkeit              | 2430 km/h (Mach 2,20) | 2200 km/h (Mach 2,07)                                              | 2120 km/h (Mach 2,00)                                | 2300 km/h (Mach 2,17)                                                   |
| Höchstgeschwindigkeit             | 2587 km/h (Mach 2,40) | 2500 km/h (Mach 2,35)                                              | 2285 km/h (Mach 2,15)                                | 2500 km/h (Mach 2,35)                                                   |
| Flughöhe                          | bis zu 20.000 m       | bis zu 20.000 m                                                    |                                                      |                                                                         |
| Reichweite                        | 2920 km               | bei 7 t Nutzlast: 3600 km bei 15 t Nutzlast: 3080 km               | bei 7 t Nutzlast: 6200 km bei 15 t Nutzlast: 5330 km | ca. 6500 km                                                             |
| Kraftstoffvorrat                  | ca. 80 t              | ca. 80 t                                                           |                                                      |                                                                         |
| Gesamtvolumen der Kraftstofftanks | ca. 105 m³            | ca. 105 m³                                                         |                                                      |                                                                         |
| Startrollstrecke                  | 2600 m                | 1900 m                                                             |                                                      |                                                                         |
| Landerollstrecke                  | 1600 m                | 1200 m                                                             |                                                      |                                                                         |
| Landegeschwindigkeit              |                       |                                                                    |                                                      | ca. 330 km/h                                                            |

## Rekorde
Mit der Tu-144 wurden im Jahr 1983 insgesamt 13 Weltrekorde aufgestellt.

## Militärische Projekte
Das OKB Tupolew schlug verschiedene militärische Varianten der Tu-144 vor, so eine Bomberversion mit vier Mann Besatzung und einer Radar-TV-gesteuerten Heckkanone (vergleichbar mit der Heckbewaffnung der Tu-22M), die in zwei Bombenschächten (ehemals Passagierkabine der zivilen Tu-144) mit der Ch-55 vergleichbare Marschflugkörper mitführen sollte. Dieses Projekt wurde zugunsten der Tu-160 verworfen. Es wurde auch vorgeschlagen, die Tu-144 als schweren Begleitjäger für Bomber einzusetzen. Aus diesem Projekt entstand die Idee zur Tu-144PP, einem Langstrecken-Störflugzeug mit starken Störsendern, die zum Teil in zylindrischen Behältern unter den Außenflügeln angebracht werden sollten. Mit der Tu-144R wurde ein Langstreckenaufklärer vorgeschlagen, der auch als Trägerflugzeug für die Woron-Drohne dienen sollte. Die Tupolew Woron war eine geplante Kopie der amerikanischen D-21-Drohne. Keines dieser Projekte wurde verwirklicht.